# Riverton-Boulevard Park
Riverton-Boulevard Park és una concentració de població designada pel cens dels Estats Units a l'estat de Washington. Segons el cens del 2000 tenia 11.188 habitants.

## Demografia
Segons el cens del 2000, Riverton-Boulevard Park tenia 11.188 habitants, 4.440 habitatges, i 2.579 famílies. La densitat de població era de 1.582,3 habitants per km².
Dels 4.440 habitatges en un 29,5% hi vivien nens de menys de 18 anys, en un 39,4% hi vivien parelles casades, en un 12,6% dones solteres, i en un 41,9% no eren unitats familiars. En el 32,5% dels habitatges hi vivien persones soles el 9% de les quals corresponia a persones de 65 anys o més que vivien soles. El nombre mitjà de persones vivint en cada habitatge era de 2,51 i el nombre mitjà de persones que vivien en cada família era de 3,21.
Per edats la població es repartia de la següent manera: un 25% tenia menys de 18 anys, un 10,1% entre 18 i 24, un 33,5% entre 25 i 44, un 20,8% de 45 a 60 i un 10,5% 65 anys o més.
L'edat mediana era de 33 anys. Per cada 100 dones de 18 o més anys hi havia 104,7 homes.
La renda mediana per habitatge era de 39.034 $ i la renda mediana per família de 45.567 $. Els homes tenien una renda mediana de 32.936 $ mentre que les dones 27.828 $. La renda per capita de la població era de 18.523 $. Aproximadament el 9,4% de les famílies i l'11,6% de la població estaven per davall del llindar de pobresa.

## Poblacions més properes
El següent diagrama mostra les poblacions més properes.